# Liste der Nummer-eins-Hits in Norwegen (1977)
Diese Liste enthält alle Nummer-eins-Hits in Norwegen im Jahr 1977. Es gab in diesem Jahr sieben Nummer-eins-Singles und sechs Nummer-eins-Alben.
| Singles | Alben |
| --- | --- |
| - Pussycat – Mississippi - 7 Wochen (48/1976 – 2/1977) - Boney M. – Daddy Cool - 10 Wochen (3/1977 – 12/1977) - Smokie – Living Next Door to Alice - 12 Wochen (13/1977 – 24/1977) - Boney M. – Ma Baker - 2 Wochen (25/1977 – 26/1977, insgesamt 9 Wochen) - Manhattan Transfer – Chanson d’amour - 2 Wochen (27/1977 – 28/1977) - Boney M. – Ma Baker - 7 Wochen (29/1977 – 35/1977, insgesamt 9 Wochen) - Baccara – Yes Sir, I Can Boogie - 14 Wochen (36/1977 – 49/1977, insgesamt 22 Wochen) - Baccara – Sorry, I’m a Lady - 1 Woche (50/1977) - Baccara – Yes Sir, I Can Boogie - 8 Wochen (51/1977 – 6/1978, insgesamt 22 Wochen) | - ABBA – Arrival - 19 Wochen (43/1976 – 9/1977) - Eagles – Hotel California - 8 Wochen (10/1977 – 17/1977) - Smokie – Greatest Hits - 24 Wochen (18/1977 – 41/1977) - Smokie – Bright Lights & Back Alleys - 6 Wochen (42/1977 – 47/1977) - Baccara – Baccara - 4 Wochen (48/1977 – 51/1977, insgesamt 12 Wochen; → 1978) - ABBA – The Album - 4 Wochen (52/1977 – 3/1978) |
| | |

Siehe auch: Nummer-eins-Hits 1977 in  Australien, Belgien, Deutschland, Finnland, Frankreich, Irland, Italien, Japan, Kanada, Neuseeland, den Niederlanden, Österreich, Schweden, der Schweiz, Spanien, den Vereinigten Staaten und im Vereinigten Königreich.